# 天主教愛爾福特教區
天主教愛爾福特教區（拉丁語：Dioecesis Erfordiensis）是羅馬天主教以德國東部愛爾福特為中心的一個教區，屬帕德伯恩總教區。

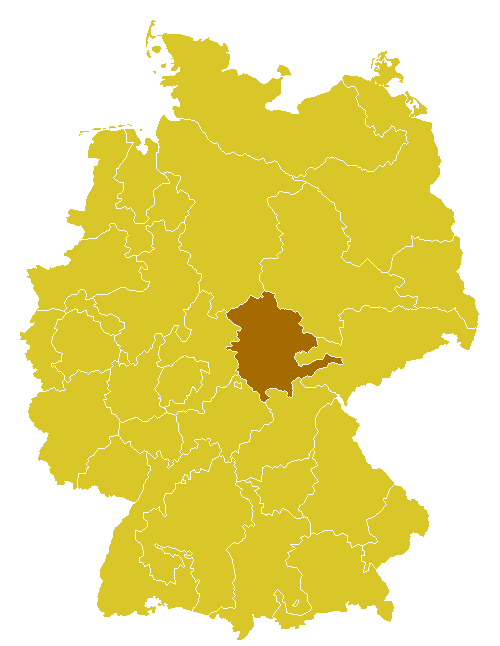
愛爾福特教區管轄範圍圖

截至2011年，本区有教友153,542人；截至2008年，本区有62個堂區、197名司鐸、20名執事、20名修士、147名修女。現任教區主教為Ulrich Neymeyr，2014年上任。
教區成立於742年，755年被併入美因茨總教區，1973年7月23日設宗座署理區。1994年6月27日恢復。